# Tom Egeland
Tom Egeland (* 8. Juli 1959 in Oslo) ist ein norwegischer Autor und Journalist.

## Leben
Geboren und aufgewachsen in Oslo, arbeitete Egeland zunächst als Journalist für die norwegische Männerzeitschrift Vi Menn und die Zeitung Aftenposten, später als Redaktionschef (1992–2000) und Nachrichtenchef (2000–2006) in der Oslo-Redaktion des norwegischen Senders TV 2. Ab 2006 verfolgte er seine Autorenkarriere in Vollzeit. Seine Bücher wurden in 24 Sprachen übersetzt.

## Literarisches Wirken
Egeland debütierte 1988 mit dem Horrorroman Stien mot fortiden (Der Pfad zur Vergangenheit), über ein modernes Paar, das in der norwegischen Wikingerzeit gefangen wird.
Der Durchbruch beim Publikum kam mit Sirkelens ende (dt. Frevel, Goldmann, 2006), über den Fund eines Goldschreins, der ein 2000 Jahre altes Manuskript enthält, das unser Verständnis von Jesus und dem Christentum grundlegend ändern sollte. Einige Jahre nach Erscheinen dieses Romans 2001 wurde von Rezensenten und Lesern auf die großen thematischen Ähnlichkeiten zu Dan Browns internationalem Bestseller Sakrileg hingewiesen, der zwei Jahre (2003) später erschien. Egeland selbst hat Andeutungen, Brown habe ihn plagiiert, in Interviews sowohl in norwegischen als auch in internationalen Medien, kategorisch zurückgewiesen. Da Sirkelens Ende zu diesem Zeitpunkt noch nicht ins Englische übersetzt war, geht man heute davon aus, dass die Ähnlichkeiten zwischen beiden Romanen, obschon frappierend, zufällig sind, und eher davon zeugen, dass beide Autoren dieselben Quellen bei ihren Recherchen benutzten.
Sein Roman Ulvenatten von 2005 (dt. Wolfsnacht, Goldmann, 2007), wurde 2008 von Kjell Sundvall verfilmt.
Egeland ist seit 2015 Präsident des Rivertonklubben, einer literarischen Vereinigung von Schriftstellern, Verlegern, Buchhändlern und Literaturwissenschaftlern. Die Gesellschaft verleiht seit 1972 jährlich den Riverton-Preis für das beste kriminalliterarische Werk. Egeland selbst erhielt diesen Preis im Jahre 2009.

## Auszeichnungen
- 2009: Riverton-Preis für Lucifers evangelium des norwegischen Rivertonklubben für das beste kriminalliterarische Werk des Jahres
- 2013: Kinderbuchpreis von ARK für Katakombens hemmelighet
- 2015: Sagaprisen für seine historischen Romane[3]
- 2016: Riksmålsforbundets litteraturpris für Djevelmasken

## Bibliographie

### Bjørn Beltø-Reihe
- 2001: Sirkelens ende (dt. Frevel, Goldmann, 2006) – Thriller
- 2007: Paktens voktere (dt. Der Pakt der Wächter, Goldmann, 2008) – Thriller
- 2009: Lucifers evangelium (dt. Das Luzifer Evangelium, Goldmann, 2011) – Thriller
- 2012: Nostradamus Testamente (dt. Das Nostradamus-Testament, 2014) – Thriller
- 2014: Den 13. Disippel (dt. Der 13. Jünger, Goldmann, 2017) – Thriller
- 2016: Djevelmasken – Thriller
- 2018: Codex – Thriller

### Romane
- 1988: Stien mot fortiden (Neuausgabe 2006 unter dem Titel Ragnarok) – Horrorroman
- 1993: Skyggelandet – Horrorroman
- 1997: Trollspeilet (dt. Tabu, Goldmann, April 2008) – Kriminalroman
- 2003: Åndebrettet (dt. Das Hexenbrett, Goldmann, Oktober 2007) – Kriminalroman
- 2005: Ulvenatten (dt. Wolfsnacht, Goldmann, Januar 2007) – Thriller
- 2010: Fedrenes løgner
- 2019: Falken

### Kinder- und Jugendbücher
- 2007: Piken i speilet
- 2013: Katakombens hemmelighet
- 2014: Skatten fra Miklagard
- 2015: Mumiens mysterium
- 2015: Den store spøkelsesboka

Die meisten dieser Bücher sind in sich abgeschlossene Erzählungen, allerdings finden sich die in Trollspeilet eingeführten Hauptpersonen Kristin Bye (Fernsehmoderatorin) und Gunnar Borg (pensionierter Journalist) in Das Hexenbrett und Wolfsnacht wieder. Diese Romane bilden damit die Bye/Borg-Serie innerhalb Egelands Werk. Ragnarok, Skyggelandet, Trollspeilet und Das Hexenbrett spielen alle (in Teilen) in der von Egeland entworfenen, fiktiven ur-norwegischen Telemark-Kleinstadt Juvdal, sind aber ansonsten unabhängig voneinander.